# Børne- og Undervisningsministeriet
Børne- og Undervisningsministeriet är ett ministerium i Danmark för undervisning av barn och vuxna i Danmark. Det har sitt ursprung i Ministeriet for Kirke- og Undervisningsvæsenet (Kultusministeriet), som bildades 1848. Det delades 1916 upp i två delar, ett för kyrkofrågor och ett för undervisning. Ministeriet för undervisning har funnits sedan dess under flera olika namn. Under ministeriet finns Danmarks evalueringsinstitut, Dansk center for undervisningsmiljø och Sorø akademis skole.